# In the Still of the Night
Singles de Boyz II Men
End of the Road
(1992) Let It Snow
(1993)
In the Still of the Night (originellement publiée sous le titre I'll Remember (In the Still of the Nite)) est une chanson du groupe Five Satins.
Elle a été écrite par l'un des membres du groupe, Fred Parris, quand il était dans l'armée américaine.
Selon le site Songfacts,

« Dans cette chanson, le chanteur se souvient de tenir une femme contre lui pendant une nuit de mai et espère un jour pouvoir être de nouveau avec elle. »

La chanson est classée à la 90e place sur la liste des « 500 plus grandes chansons de tous les temps » selon le magazine musical Rolling Stone. Elle est également sélectionnée par le Rock and Roll Hall of Fame, en 1995, comme l'une des « 500 chansons qui ont façonné le rock 'n' roll » En 1998, elle reçoit le Grammy Hall of Fame Award.
Elle est popularisée à nouveau grâce aux films Dirty Dancing (dont sa bande originale fait partie des plus grosses ventes de l'histoire), Faux-semblants et The Irishman dans lesquels elle apparait.